# Вилијам Гонзага
Вилијам Гонзага (Мантова, 24. април 1538 — Гоито, 14. август 1587) је био трећи војвода од Мантове и Монферата.
Други син војводе Федерика II Гонзаге и војвоткиње Маргарите Палеолог, 1550. године, је наследио на месту војводе свог брата војводу Франческа III, који је умро без деце.

## Биографија
Уговором из Катo-Камбрезија потврђено је његово господство над Монфератом. Маркиз Вилијам се 26. априла 1561. године, оженио надвојвоткињом Елеонором Аустријском (2. новембар 1534 – 5. август 1594), ћерком цара Фердинанда I.
Године 1569. подвргнуо је Казале, који је одувек био љубоморан на своју аутономију у односу на Монферат, жестокој репресији. Године 1573. постао је војвода од Монферата. Био је добар администратор својих домена, покровитељ уметности, музичара (и сам је био композитор) и колекционар уметничких дела. Велику бригу водио је и о војсци. Био је проницљив и оштроуман политичар, способан да остане независан од тадашњих владара (папства, империје, сила попут Шпаније и Француске). Повећала се пољопривредна и индустријска производња, интензивирајући трговину. Мантова је 1567. године имала 46.000 становника.
Под његовом владавином, 1575. године, војвода Вилијам је добио важан уступак од цара у модификацији Гонзагиног грба: положај орлова се променио, прелазећи са хералдичког десно на лице и више са спуштеним летвом. Године 1586. ослободио је и у свој двор дочекао песника Торквата Таса, кога је његов зет војвода Алфонсо II д'Есте затворио у Ферари током свог венчања. Под његовом владавином Мантова је постала један од најсјајнијих и најпрестижнијих дворова у Европи и војвода Вилијам је успео да акумулира колосално богатство које се такође састојало од два милиона златника. Дао је изградити Палатинску базилику Санта Барбара и сеоске резиденције Мармироло и Гоито у војводској палати у Мантови. Умро је 1587. године и сахрањен је у базилици Санта Барбара.

## Потомство
Војвода Вилијам Гонзага и војвоткиња Еленора Хабзбург од Аустрије имали су троје деце:
- Винћенцо (1562-1612), војвода од Мантове и Монферата од 1587. са именом војвода Винћенцо I;
- Маргарита (27. мај 1564 – 6. јануар 1618), удата 24. фебруара 1579. године, за Алфонса II д'Естеа (1533-1597), војводу од Фераре;
- Ана Катарина Гонзага (17. јануар 1566 — 3. август 1621), удата 14. маја 1582. године, за свог ујака Фердинанда II (1529-1595), надвојводу од Аустро-Тирола. Касније је се замонашила, као монахиња позната је под именом Ана Ђулијана.